# Broussey-Raulecourt
Broussey-Raulecourt è un comune francese di 258 abitanti situato nel dipartimento della Mosa nella regione del Grand Est.

## Società

### Evoluzione demografica
Abitanti censiti